# The Walk (Jimmy McCracklin)
"The Walk" is een nummer van de Amerikaanse muzikant Jimmy McCracklin. Het nummer verscheen op 27 januari 1958 als single.

## Achtergrond
"The Walk" is geschreven door McCracklin en Bob Garlic. Op 27 januari 1958 werd het uitgebracht als single in de Verenigde Staten, met "I'm to Blame" op de B-kant. Het behaalde de zevende plaats in de Billboard Hot 100 en de vijfde plaats in de r&b-lijst.
"The Walk" is diverse keren gecoverd. The Beatles speelden het tijdens een repetitie tijdens de sessies die zouden uitmonden in het album Let It Be. Hun versie werd in 2021 uitgebracht op de heruitgave van dit album. Tevens behaalde de pubrockband The Inmates in 1979 plaats 36 in de Britse UK Singles Chart met hun versie. Andere covers zijn uitgebracht door onder meer Bill Black, Steve Miller Band en Rufus Thomas.